# Fabio Baldé
Fabio Baldé (Hamburg, 20 juli 2005) is een voetballer met zowel de Duitse als Portugese nationaliteit die doorgaans als linksbuiten speelt. Hij stroomde door vanuit de jeugdopleiding van Hamburger SV en maakte in augustus 2024 zijn debuut in het betaald voetbal voor het eerste elftal van de club.

## Clubloopbaan

### Jeugd
Baldé begon zijn voetbalcarrière bij Einigkeit Wilhelmsburg en vervolgde zijn jeugdopleiding bij SC Vorwärts-Wacker 04. In de zomer van 2020 maakte hij de overstap naar de jeugdacademie van Hamburger SV. Op 19 februari 2022 debuteerde hij in de onder-17 van de club tijdens een wedstrijd tegen 1. FC Union Berlin. In het met 2–6 gewonnen duel viel hij in de 41e minuut in. Een half jaar later, op 14 augustus 2022, maakte hij zijn debuut voor de onder-19. In de thuiswedstrijd tegen Dynamo Dresden (0–3 verlies) stond hij in de basis onder leiding van trainer Oliver Kirch.
Gedurende het seizoen speelde Baldé enkele oefenwedstrijden mee met het eerste elftal. In zijn tweede seizoen (2023/24) werd hij aangesteld als aanvoerder van de onder-19. In november 2023 verliet hij de jeugdopleiding en sloot hij zich aan bij de seniorenselectie. In de jeugd speelde hij samen met onder anderen Omar Megeed, Nicolas Oliveira, Bilal Yalcinkaya en Tom Sanne.

### Hamburger SV
Tijdens de winterstop van het seizoen 2022/23 sloot Baldé zich aan bij het trainingskamp van het eerste elftal van Hamburger SV in Sotogrande, Spanje. In maart 2023 werd hij door hoofdtrainer Tim Walter, voormalig jeugdtrainer van Bayern München, betrokken bij een oefenwedstrijd tegen Eintracht Braunschweig. Baldé maakte in deze wedstrijd zijn officieuze debuut voor het eerste elftal door in de rust Robert Glatzel te vervangen. Op 19 augustus 2023 maakte hij als A-junior zijn officiële debuut in het seniorenvoetbal. In de Regionalliga Nord kwam hij in de 61e minuut als invaller binnen de lijnen voor het tweede elftal van Hamburger SV in de uitwedstrijd tegen Holstein Kiel II. In november 2023 maakte hij de definitieve overstap van de jeugdopleiding naar de seniorenselectie. Na de winterstop veroverde hij een basisplaats in het tweede elftal onder leiding van trainer Pit Reimers. 
In de voorbereiding op het seizoen 2024/25  werd Baldé door hoofdtrainer Steffen Baumgart opgenomen in de eerste selectie van Hamburger SV. Hij speelde mee in meerdere oefenwedstrijden en maakte indruk door onder meer te scoren in de met 4–2 gewonnen oefenwedstrijd tegen het Franse FC Nantes. Zijn goede prestaties leverden hem een plek in de definitieve selectie op. Op 2 augustus 2024 maakte hij op 19-jarige leeftijd zijn officiële debuut in de 2. Bundesliga, tijdens de openingswedstrijd van het seizoen tegen 1. FC Köln. In het met 1–2 gewonnen uitduel in het RheinEnergieStadion kwam hij in de 65e minuut binnen de lijnen als vervanger van Adam Karabec. Op 18 augustus 2024 volgde zijn basisdebuut tijdens de eerste ronde van de  DFB-Pokal. In de met 1–7 gewonnen uitwedstrijd tegen V Meppen maakte hij zijn eerste officiële doelpunt in het profvoetbal. Na een voorzet van Immanuel Pherai scoorde hij in de 71e minuut de 0–5. Kort daarop ondertekende Baldé zijn eerste profcontract, waarmee hij zich tot medio 2029 aan Hamburger SV verbond. Hoewel zijn seizoen voortvarend begon, slaagde Baldé er niet in om zijn basisplaats te behouden. In de loop van de eerste seizoenshelft raakte hij zijn plek kwijt en belandde hij op de reservebank. Begin 2025 werd hij ruim een maand uitgeschakeld door een peesblessure, waardoor hij vijf competitiewedstrijden miste. Op 21 februari 2025 maakte hij zijn rentree en scoorde hij zijn eerste doelpunt in de 2. Bundesliga, tijdens de met 3–0 gewonnen thuiswedstrijd tegen 1. FC Kaiserslautern. Hij maakte het derde doelpunt na een assist van Marco Richter. Baldé slaagde er gedurende het verdere verloop van het seizoen niet in een vaste waarde in de basiself te worden. Hij had een bescheiden aandeel in het succesvolle seizoen van Hamburger SV, dat als tweede eindigde op de ranglijst en daarmee na 2.555 dagen terugkeerde naar de Bundesliga.

## Clubstatistieken
| Seizoen                    | Club            | Competitie        | Competitie | Competitie | Beker | Beker | Internationaal | Internationaal | Overig | Overig | Totaal | Totaal |
| Seizoen                    | Club            | Competitie        | Wed.       | Dlp.       | Wed.  | Dlp.  | Wed.           | Dlp.           | Wed.   | Dlp.   | Wed.   | Dlp.   |
| -------------------------- | --------------- | ----------------- | ---------- | ---------- | ----- | ----- | -------------- | -------------- | ------ | ------ | ------ | ------ |
| 2023/24                    | Hamburger SV II | Regionalliga Nord | 19         | 0          | –     | –     | –              | –              | –      | –      | 19     | 0      |
| 2024/25                    | Hamburger SV    | 2. Bundesliga     | 22         | 1          | 2     | 1     | –              | –              | 1      | 0      | 24     | 2      |
| Carrière totaal            | Carrière totaal | Carrière totaal   | 41         | 1          | 2     | 1     | –              | –              | 1 *    | 0      | 43     | 2      |
| Bijgewerkt tot 6 juni 2025 |                 |                   |            |            |       |       |                |                |        |        |        |        |

* In het seizoen 2024/25 speelde Baldé een wedstrijd in het tweede elftal.

## Interlandloopbaan
Nadat Baldé in oktober 2024 werd genaturaliseerd tot Duitser, werd hij kort daarna door bondscoach Hannes Wolf voor het eerst geselecteerd voor Duitsland –20.. Hij maakte zijn debuut op 11 oktober 2024 in een vriendschappelijke interland tegen de leeftijdsgenoten van Polen. In de met 3–1 gewonnen thuiswedstrijd viel hij in de 70e minuut in als vervanger van Damion Downs.
| Jeugdinterlands van Fabio Baldé voor Duitsland () | Jeugdinterlands van Fabio Baldé voor Duitsland () | Jeugdinterlands van Fabio Baldé voor Duitsland () | Jeugdinterlands van Fabio Baldé voor Duitsland () | Jeugdinterlands van Fabio Baldé voor Duitsland () | Jeugdinterlands van Fabio Baldé voor Duitsland () |
| №                                                 | Datum                                             | Wedstrijd                                         | Uitslag                                           | Soort Wedstrijd                                   | Doelpunten                                        |
| Als speler bij Duitsland –20                      | Als speler bij Duitsland –20                      | Als speler bij Duitsland –20                      | Als speler bij Duitsland –20                      | Als speler bij Duitsland –20                      | Als speler bij Duitsland –20                      |
| ------------------------------------------------- | ------------------------------------------------- | ------------------------------------------------- | ------------------------------------------------- | ------------------------------------------------- | ------------------------------------------------- |
| 1.                                                | 11 oktober 2024                                   | Duitsland – Polen                                 | 3 – 1                                             | Vriendschappelijk                                 |                                                   |
| 2.                                                | 14 oktober 2024                                   | Duitsland – Ghana                                 | 5 – 0                                             | Vriendschappelijk                                 |                                                   |
| 3.                                                | 15 november 2024                                  | Engeland – Duitsland                              | 4 – 0                                             | Vriendschappelijk                                 |                                                   |
| 4.                                                | 19 november 2024                                  | Turkije – Duitsland                               | 0 – 2                                             | Vriendschappelijk                                 |                                                   |
| Bijgewerkt tot 16 januari 2025                    |                                                   |                                                   |                                                   |                                                   |                                                   |

## Persoonlijk
Baldé werd geboren in Hamburg en groeide op in Wilhelmsburg, een stadsdeel in het zuiden van de stad. Zijn vader is afkomstig uit Guinee-Bissau en zijn moeder uit Portugal. De eerste vier jaar van zijn leven woonde hij in het geboorteland van zijn moeder, waarna hij terugkeerde naar zijn geboorteplaats Hamburg. Baldé bezat aanvankelijk alleen de Portugese nationaliteit,[2] maar verwierf in oktober 2024 tevens de Duitse nationaliteit.